# Ben Willbond
Benjamin Thomas Willbond (1973. január 18.)  angol színész és forgatókönyvíró. Legismertebb szerepeit a Horrible Histories, Yonderland és Ghosts című sorozatokban játszotta.

## Élete
Willbond a lincolnshire-i Stamford School- ban tanult, oroszul és franciául tanult az oxfordi St Catherine's College-ban.

## Karrier
Arnold Widdowson mellett Willbond része volt a "Ben & Arn" humorista-duónak, akik 1999-ben elnyerték a "Best Newcomer" Perrier-díjat. Ezután önálló karakterbemutatóit adta elő több edinburghi fesztiválon, utoljára 2005-ben Katy Brand és Jim Field Smith főszereplésével.
Talán leginkább arról ismert, hogy rendszeresen szerepel a CBBC Horrible Histories című sorozatában, amelyben sokféle történelmi személyiséget játszott, mint VIII. Henriket és Nagy Sándort. Willbond a Horrible Histories öt másik tagjával együtt a Yonderland társszerzője, -írója és sztárja is. Ez egy családi fantasy vígjátéksorozat, amelyet 2013. november 10-én mutatott be a Sky One. Emellett a Bill című vígjáték társszerzője, amely William Shakespeare korai életén alapul, és ugyanazok a főszereplők játszanak benne.
Korábban Willbond az ITV2 Laura, Ben & Him című rövid sorozatában játszott Marek Larwood és valamikori írópartnere, Laura Solon társaságában.
Willbond további rádió szereplései közé tartozik a Deep Trouble, a Double Science, a Recorded for Training Purpose és az Electric Ink műsorok első évadában nyújtott szerepei. Szerepelt a "Nigel és Victoria" című romantikus vígjátékban is.
A Tooty's Wedding című 2010-es rövidfilmje, amelyet Solon-nal közösen írt, számos nemzetközi vígjáték-díjat nyert, és a 2012-es Sundance Filmfesztivál részeként vetítették. További figyelemre méltó munkája a Starter for 10 című film. 2007-ben rövid ideig szerepelt a  St Trinian's - Nem apácazárda című vígjátékban ideges iskolai felügyelőként.
Jelenleg a BBC Ghosts című sorozatában játszik.

## Magánélete
Willbond lelkes krikett játékos és a Thunderers-ben játszik. Francia és orosz diplomával rendelkezik. Hegedülni is tud.
Van egy felesége: Charlotte. Két fiuk van.

## Díjak
| Év   | Projekt            | Díj                                        | Esemény                               | Megjegyzések |
| ---- | ------------------ | ------------------------------------------ | ------------------------------------- | ------------ |
| 2011 | Tooty's Wedding    | Legjobb rövid vígjáték                     | Rhode Island Nemzetközi Filmfesztivál |              |
| 2011 | Tooty's Wedding    | Legjobb külföldi rövid és legjobb rendezés | LA Comedy Festival                    |              |
| 2011 | Tooty's Wedding    | A zsűri díjának legjobb rövidfilmje        | Friars Club Comedy filmfesztivál      |              |
| 2011 | Tooty's Wedding    | Legjobb vígjáték                           | Aesthetica Rövidfilm Fesztivál        |              |
| 2011 | Horrible Histories | Legjobb színész                            | Kidscreen Awards                      |              |
| 2012 | Horrible Histories | Legjobb színész                            | Kidscreen Awards                      |              |

## Filmográfia
| Year       | Project | Role                                           | Notes and references                  |
| ---------- | --- | ---------------------------------------------- | ------------------------------------- |
| 1999       | Ben & Arn's Big Top | Ben                                            | Edinburgh Fringe Festival performance |
| 1999       | The Now Show |                                                | BBC Radio 4                           |
| 2001       | Le Hip Parade | François                                       | Play UK television series             |
| 2004–07    | Deep Trouble | Writer / performer ('Lieutenant Jack Trainor') | BBC Radio 4                           |
| 2005       | Mayo | Simon Johnston                                 | BBC One                               |
| 2005       | The Gigolos | Ben                                            | Film                                  |
| 2005       | The Catherine Tate Show | Gym Trainer                                    | BBC Two                               |
| 2006       | Starter for 10 | Julian                                         | Film                                  |
| 2006       | My Hero | Dexter                                         | BBC One                               |
| 2006–08    | Recorded for Training Purposes | Writer / performer                             | BBC Radio 4                           |
| 2007, 2012 | The Thick of It | Adam Kenyon                                    | BBC Two                               |
| 2007       | St Trinian's | Alistair                                       | Film                                  |
| 2007, 2008 | Double Science | Doctor Colin Jackson                           | BBC Radio 4                           |
| 2008       | Exit Strategy | Husband                                        | Short film                            |
| 2008       | Lead Balloon | Jamie                                          | BBC Two                               |
| 2008       | Laura, Ben & Him | Writer, performer, co-creator                  | ITV 2                                 |
| 2009–13    | Horrible Histories | Principal sketch performer                     | CBBC                                  |
| 2010–11    | <a href="https://en.wikipedia.org/wiki/Rev._(TV_series)" rel="mw:ExtLink" title="Rev. (TV series)" class="cx-link" data-linkid="241">Rev.</a> | Stephen Warwick                                | BBC Two                               |
| 2011       | Tooty's Wedding | Peter                                          | Film short                            |
| 2013–16    | Yonderland | Various                                        |                                       |
| 1986       | Knight Power | Dr. Porkchop (voice)                           | 1 episode                             |
| 2014       | Inside No. 9 | Jeremy                                         | Episode: "Sardines"                   |
| 2015       | Bill | Various                                        | Film                                  |
| 2015       | Acoustic Kitty | Agent Cooper                                   | Film short                            |
| 2015       | Shush! | Simon                                          | BBC Radio 4                           |
| 2016       | Power Monkeys | Oleg                                           | Channel 4. Utilises Russian degree.   |
| 2016       | Bridget Jones's Baby | Giles                                          | Film                                  |
| 2017       | Playing House | Dr. Clive Ericson                              | 5 episodes                            |
| 2017       | Quacks | Patrice Dupont                                 | 1 Episode                             |
| 2017       | Danger Mouse | Ham Hands                                      | 1 episode                             |
| 2017       | Tracey Breaks the News | Emmanuel Macron, Various                       | BBC One                               |
| 2018       | Damned | Marcus Bowles                                  |                                       |
| 2018–      | There She Goes | Chris                                          | Main role; 2 series                   |
| 2019–      | Ghosts | The Captain                                    | BBC One                               |
| 2019       | Good Omens | Nigel Tomkins                                  | 1 episode                             |
| 2019       | Sequins | Alan Bigsby                                    | Film short                            |